# سهل منصيا
سهل منصيا هي إحدى القرى اللبنانية من قرى قضاء راشيا في محافظة البقاع.